# Cats are Liquid
Cats are Liquid (с англ. — «Коты — это жидкость») — франшиза инди-игр в жанре платформер, выпущенная финской студией «Last Quarter Studios» с 2015 по 2019 год.Всего в серии вышло 2 игры:  A  Light In The Shadows ( рус. Свет в тенях) в 2015 году и A Better Place (рус.Лучшее место) в 2019 году.
"A Better Place" является первой частью, по хронологии. Третья игра пока не планируется.

## Сюжет
Игры рассказывают о кошке Луми, путешествующей по мирам, созданным ею и её друзьями. Основные фишки геймплея заключаются в том, чтобы прыгать, ходить и превращаться в жидкость. История повествуется через катсцены и текстовые вставки. Серия имеет большой уклон в сюжет, который раскрывается через мелкие детали. Игры сделаны в минималистичном и абстрактном стиле.

## Главная героиня
Главным героем в игре является белая кошка Луми (англ. Lumi; также Люми(среди фанатов) )

### Описание
Выглядит как белый круг с кошачьими ушами, хвостом и лицом. В «A Light in the Shadows» она светится. В «A Better Place» она почти не светится. У Луми голубые черты лица: закрытые глаза и улыбка.